# Batocera cinnamomea
Batocera cinnamomea är en skalbaggsart som beskrevs av Francis Polkinghorne Pascoe 1866. Batocera cinnamomea ingår i släktet Batocera och familjen långhorningar. Inga underarter finns listade.